# Claude Gafner
Claude Gafner, né à Lausanne le 15 mars 1922 et mort en 2003, est un musicien vaudois et chanteur d'opéra.

## Biographie
Claude Gafner accomplit ses études de chant à Lausanne de 1942 à 1944 dans la classe d'Annie Weber, et à Bâle de 1944 à 1946 auprès de Paul Sandoz. Il complète sa formation de 1946 à 1948 à Paris auprès de Charles Panzéra. Baryton-basse, auteur, compositeur et interprète, il poursuit une carrière internationale vouée à l'oratorio et à la mélodie. Chanteur d'opéra, il exerce ses talents en Suisse à l'opéra de Bâle.
Lauréat du Concours national d'exécution musicale de Genève en 1945, il remporte également le Concours international de Genève une année plus tard. De 1945 à 1955, il est la basse du quatuor vocal Salvati avec lequel il chante dans toute l'Europe avant d'intégrer, en 1957, le groupe de musique ancienne de Genève Ars Antiqua. Dès 1952, il enseigne le chant dans les classes supérieures du Conservatoire cantonal de musique de Sion.
Claude Gafner est un ardent défenseur de la musique contemporaine. Il participe à de nombreuses créations musicales, en Suisse notamment. En 1962, il reçoit la médaille d'argent de la Société académique Arts-Sciences-Lettres de Paris, en 1975 la médaille de vermeil et en 1981 la médaille d'or. En 1971, le Gouvernement français l'élève au grade de chevalier de l'Ordre national des Arts et des Lettres et en 1987 à celui d'officier. En 1995, la Renaissance française lui attribue sa médaille d'or pour l'ensemble de sa carrière de soliste et de pédagogue.
Il meurt en 2003, à l'âge de quatre-vingt-un ans. Un fonds Claude Gafner a été créé à la Bibliothèque cantonale et universitaire - Lausanne.

## Sources
- « Claude Gafner », sur la base de données des personnalités vaudoises sur la plateforme « Patrinum » de la Bibliothèque cantonale et universitaire de Lausanne.
- Dictionnaire des musiciens suisses, Zurich, Atlantis Verlag, 1964, p. 130
- François Vouilloz, Le Temps , 2003/06/25, p. 20
- Le Matin, 12/02/2000
- "Claude Gafner, baryton", entretien et portrait par Jean-Louis Matthey, Revue musicale de Suisse romande, n° 2, juin 1999